# Vuelo 211 de Transportes Aéreos Guatemaltecos
El Vuelo 211 de TAG Airlines, un Saab 340 Advanced (TG-TAI) despegó del Aeropuerto Internacional de Cancún, México hacía el Aeropuerto Internacional Mundo Maya, Petén, Guatemala. La aeronave se salió de la pista poco después de aterrizar.

## Aeronave y tripulación
La aeronave es un Saab 340 con 17 años de antigüedad en la aerolínea TAG Airlines, la tripulación son dos pilotos experimentados de la aerolínea, ese día la tripulación hacía una ruta desde Cancún a Flores, Guatemala.

## Accidente
El vuelo 211 de Transportes Aéreos Guatemaltecos despegó en una mañana tranquila desde el Aeropuerto Internacional de Cancún, Cancún, México hacia el Aeropuerto Internacional Mundo Maya, Petén, Guatemala.
Mientras el vuelo se aproximaba a la pista, los pilotos habían reportado un leve fallo en los controles pero siguieron con su ruta de vuelo hacia la pista, mientras la aeronave descendía la tripulación inicio con la lista de verificación para el aterrizaje. 
A las 6:14 a. m. la aeronave aterriza levemente en la pista y los pilotos inician con el procedimiento de frenado, pero el vuelo 211 no se detiene, los pilotos usaron todo a su alcance para detenerse pero según los pilotos una alarma en la cabina advirtio que un tren de aterrizaje tiene un fallo mecánico, finalmente el tren de aterrizaje colapsa y el vuelo 211 sobrepasa la pista del Aeropuerto Internacional Mundo Maya, en Petén, Guatemala, el accidente provocó el cierre temporal del aeropuerto.

## Investigación
El Ejército de Guatemala y la Dirección de Aeronáutica Civil se hicieron presentes en el Aeropuerto Internacional Mundo Maya para iniciar con la investigación. También se hizo presente el Comando del Norte para ayudar en la evacuación de los pasajeros.